# Archana Soreng
Archana Soreng é uma activista ambiental que faz parte da tribo indígena Kharia da vila Bihabandh de Rajgangpur em Sundergarh, Odisha, na Índia. Ela tem trabalhado pela consciencialização sobre as mudanças climáticas e documentação, preservação e promoção dos conhecimentos e práticas tradicionais das comunidades indígenas.
Soreng foi selecionada como um dos sete membros do Grupo Consultivo de Jovens sobre Mudanças Climáticas estabelecido pelo Secretário-Geral das Nações Unidas como parte da Estratégia para a Juventude da ONU.

## Biografia
Soregn é da tribo Khadia e cresceu em Rajgangpur, no distrito de Sundargarh, em Odisha. Ela começou a envolver-se no activismo após a morte do seu pai. Ao longo da sua vida, ela foi activa no Movimento Juvenil Católico Indiano.
Ela também é ex-presidente do sindicato de estudantes da TISS e ex- Coordenadora Nacional da Comissão Tribal, também conhecida como Adivasi Yuva Chetna Manch, uma das áreas de impulso da Federação da Universidade Católica da Índia (AICUF). Actualmente, ela está a trabalhar como pesquisadora na Vasundhara Odisha. Vasundhara é uma organização de pesquisa de acção e de defesa de políticas em Bhubaneswar que trabalha com governança de recursos naturais, direitos tribais e justiça climática.